# Morisons
Morisons is een Belgisch historisch merk van motorfietsen.
De bedrijfsnaam was Etn. Morisons, Antwerpen.
In 1921 etaleerde dit bedrijf zijn model "Raff" op het Salon van Brussel. Het was een licht motorfietsje met een 1½pk-, 218cc-zijklepmotortje dat hoog in een stevig fietsframe was gemonteerd. Er was riemaandrijving naar het achterwiel en het machientje moest worden aangefietst.